# اردوکشی روس‌ها به پافلاگونیا (دهه ۸۳۰)

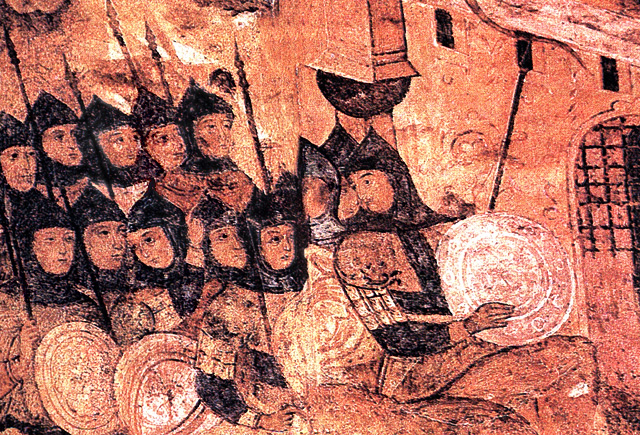
نقاشی از اردوکشی روس‌ها به شهر پافلاگونیا

اردوکشی روس‌ها به شهر پافلاگونیا  یک سری حمله توسط روس‌ها به شهرستان‌های پروپونزی (دریای مرمره) و سواحل شهر پافلاگونیا می‌باشد. این نخستین برخورد میان روسان و بیزانس بود. تاریخ این حملات دقیقاً مشخص نیست لذا برخی آن را همان روس–بیزانس جنگ (۸۶۰) می‌دانند.